# ساحیوریتا هایتس (آریزونا)
ساحیوریتا هایتس (به انگلیسی: Sahuarita Heights) یک منطقهٔ مسکونی در ایالات متحده آمریکا است که در آریزونا واقع شده‌است. ساحیوریتا هایتس ۸۴۱ متر بالاتر از سطح دریا واقع شده‌است.